# Axel Posse (1477–1553)
Axel Nilsson Posse, född 1477, död 1553, var riksråd och väpnare. Han var son till Nils Jönsson Posse och Gertrud Mattsdotter Römer. 

## Biografi
Axel Posse utnämndes till riksråd 1504 och deltog i beslutet om flera kyrkors byggande i Finland. Han deltog också i mötet med danskarna i Varberg 1508. Han förseglade bekräftelsen av fredtraktatet i Malmö 1512 mellan kung Hans och Hansestadt Lübeck och Västerås recess 1527. Axel Posse uppräknades bland det rusttjänstgörande frälset i Västergötland 1526–1537.
Axel Posse var invecklad i Västgötaherrarnas uppror och på grund av detta skild ur riksrådet 1529. Han erhöll benådningsbrev 21 augusti 1529 och avlade därefter en trohetsed gentemot kungen den 4 oktober 1529. Förläningsbrev på kungl. sakören av egna lantbor erhöll han 1532 och 1542. Han beseglade Västerås arvförening 1544.
Arvskifte efter honom förrättades den 4 februari 1554.

### Egendom
Axel ägde genom arv Såtenäs, Gamlegården (nu Gammelstorp) och Tun (alla i Tuns socken). Genom sitt äktenskap med Anna Axelsdotter kom också Hellekis i Medelplana socken i hans ägo, en egendom som stannade i släkten Posses ägo fram till 1818.

### Familj
Axel Nilsson Posse var gift första gången med Elsa Nilsdotter , dotter till hövitsmannen på Älvsborg, riddaren och riksrådet Nils Klasson (Sparre av Ellinge), bördig från Danmark och Margareta Brock.
Axel Posse gifte sig andra gången med Anna Axelsdotter (Hällekisätten) (1498–1582), dotter till Axel Mattsson och Birgitta Eriksdotter. Paret fick många barn:
- Elsa, född cirka 1525 och död 1579. Hon gifte sig den 7 oktober 1548 på slottet Tre Kronor i Stockholm med Axel Eriksson Bielke. Deras dotter Barbro blev mor till Axel Oxenstierna.
- Knut (död 1595)
- Nils (svärfar till Torsten Lennartsson (död 1603), med sonen Lennart Torstenson och dottern Ingeborg, gift med kusinen Knut Posse af Hedensund.
- Lage (död före 1617)
- Brita (gift Soop) (död 1579)
- Märta (gift Bonde)
- Anna (gift Ekeblad) (död 1569)
- Margareta (1548–1575, gift med Johan Axelsson (Bielke). Deras dotter Gunilla blev gift med Johan III.